# 서영은 (가수)
서영은(1973년 7월 22일 ~ )은 대한민국의 가수이다.

## 생애
가톨릭대학교 생물학과를 졸업하였으며, 본래 재즈 보컬리스트로 활동하다가 1999년 2집을 발표하면서 발라드 가수로 전향하였다. 2006년재미 한국인 분수 디자이너 김진오와 결혼하였다.
가톨릭대학교 출신이어서 천주교 신자로 오해받기도 하나 실제로는 개신교 신자이며, 정규 앨범 8집에 '내 주님 여호와여'를 수록하는 등 다수의 CCM 음악을 취입하거나 CCM 앨범에 참여하기도 하였다. 2012년 4월 27일 임신 3개월이란 사실을 밝혔으며, 같은해 10월 23일 아들을 출산하였다.

## 기본 정보
- 취미 : 채팅, 스키, 연극/영화 관람, 새벽에 어시장 가서 회먹기
- 경력 : 1994년 4월 - 라이브 재즈 클럽 스테레오화일 학생밴드 활동
- 데뷔 : 1998년 1집 앨범 연인의 날
- 학력 : 가톨릭대학교 생물학과

## 음반 목록

### 정규 음반
- 1998: Softly Whispering 'I Love U' (1998)
- 1999: 雨尾(우미)
- 2002: Kiss of Breeze
- 2004: Gift
- 2005: Sunny Side of My Heart
- 2006: Be My Sweetheart
- 2007: Happily Ever After
- 2008: Rainbow

## 가수 외 활동

### 예능
- 2015년 MBC 《미스터리 음악쇼 복면가왕》 - 금은방 나비부인